# KhAD

Embleem van de KhAD (1987-1992)

De  Khadimat-e Atal'at-e Dowlati (Dari voor Staatsinlichtingendienst) ofwel kortweg KhAD was de Afghaanse staatsveiligheidsdienst die in januari 1980 in de "communistische periode", dat wil zeggen tijdens de heerschappij van de DVPA en later de Hezb-i Watan, werd opgericht. In 1986 werd de dienst omgevormd tot Ministerie van Staatsveiligheid. Dit ministerie, de WAD (Wazarat-e Amaniat-e Dowlati), bleef tot de val van het bewind van Nadjiboellah in 1992 bestaan. De organisatie speelde naast het Afghaanse leger en aanvankelijk (tot 1989) het Sovjet-Russische Rode Leger een belangrijke rol in de (uiteindelijk vergeefse) strijd tegen de Moedjahedien, alsook in de bestrijding van de opiumteelt en de drugshandel.

## Algemeen
De KhAD wordt in verband gebracht met grootschalige schending van mensenrechten in de betreffende periode, waaronder het martelen en executeren van gevangenen. Na de communistische machtsovername in 1978 die bekend werd als de Saur-Revolutie leidde het opsporen en verwijderen van politieke tegenstanders tot grootscheepse en bloedige zuiveringen. In genoemde periode zouden er zo'n 150.000 tot 200.000 Afghanen zijn gearresteerd door de KhAD/WAD op verdenking van politieke misdrijven en tijdens de ondervragingen "stelselmatig" zijn gefolterd.
In 2007, toen ruim 5 jaar na de verdrijving van het Taliban-regime in Afghanistan onder het presidentschap van Karzai het in 2001 ingezet proces van democratisering werd voortgezet, werd in het kader van een politiek van nationale verzoening een algemene amnestie afgekondigd voor de misdaden die onder meer in die periode zouden zijn gepleegd.
Omstreden is of àlle medewerkers van de voormalige staatsveiligheidsdiensten medeschuldig zouden moeten worden geacht aan de bedoelde misdaden waarvoor in Afghanistan zelf inmiddels die amnestie werd afgekondigd, hetgeen onder meer ook van belang is gebleken bij de gerezen problematiek rond de asielaanvragen van gevluchte ex-KhAD-medewerkers en de toepassing van Artikel 1F Vluchtelingenverdrag, met name in Nederland.

## Geschiedenis

### AGSA
De KhAD was de opvolger van de eerste staatsveiligheidsdiensten AGSA en KAM. Bij de Saur-Revolutie in april 1978, de maand Saur (Sawr, Stier) in het jaar 1357 volgens de Afghaanse kalender, was in Afghanistan de linkse DVPA aan de macht gekomen. Taraki, de vroegere leider van de Khalq-fractie binnen de DVPA, werd de eerste president en tevens premier van wat de Democratische Republiek Afghanistan ging heten. Onder dit bewind werd de staatsveiligheidsdienst AGSA in het leven geroepen (Da Afghanistan da Gato da Satalo Adara - Pasjtoe voor Organisatie ter Verdediging van de Belangen van Afghanistan.), die onder leiding stond van Azadoellah Sawari.
Onder het bewind van Taraki braken op meerdere plaatsen in Afghanistan gewapende opstanden uit, voornamelijk gericht tegen de door de nieuwe regering doorgevoerde landhervorming, die een vluchtelingenstroom op gang bracht naar de buurlanden Pakistan en Iran. De verhoudingen binnen de DVPA werden beheerst door onderlinge rivaliteit tussen de Khalq- en Parcham-fractie. In juli 1978 werden vertegenwoordigers van de Parcham-factie, onder wie de latere presidenten Karmal en Nadjiboellah, op een zijspoor gezet door hen als ambassadeurs naar het buitenland te zenden.

### KAM
De nieuwe president Amin wijzigde de naam van de AGSA in Kargarano Amniyyati Mu'assassa (Dari voor Arbeiders Inlichtingendienst) afgekort tot KAM. Hoofd van deze nieuwe veiligheidsdienst waren, kort na elkaar, Sawari's neef Aziz Ahmad Akbari en Amins neef, Azadullah Amin.
Amin werd in december 1979 gedood bij een staatsgreep, waarop de interventie door de Sovjet-Unie volgde. Zijn functies als president en secretaris-generaal van de DVPA werden
overgenomen door de voormalige leider van de Parcham-factie, Karmal.

### KhAD/WAD
Bij zijn aantreden werd door Karmal de KAM afgeschaft, en vervangen door de KhAD. Het eerste hoofd van deze nieuwe organisatie was de latere president Nadjiboellah, een van de voormalige leiders van de Parcham-factie. Na bijna zes jaar hoofd te zijn geweest van de KhAD, droeg hij in november 1985 zijn verantwoordelijkheden over aan zijn plaatsvervanger, generaal-majoor Ghulam Faruq Yaqubi.
In 1986 nam Nadjiboellah Karmals taken als secretaris-generaal over en gaf Karmal vervolgens ook het voorzitterschap van de Revolutionaire Raad op Karmal zou in 1996 in ballingschap in Moskou overlijden. Inmiddels was de KhAD op 9 januari 1986, kort na Najiboellahs vertrek, omgevormd tot een afzonderlijk ministerie onder de naam Wazarat-e Amaniat-e Dowlati, oftewel 'Ministerie van Staatsveiligheid'. Hoewel de officiële afkorting van het ministerie voortaan WAD luidde, bleef de geheime dienst in de volksmond "KhAD" genoemd worden.
Toen in 1992 het bewind van Nadjiboellah na het ontvallen van de steun van de Sovjet-Unie door de moedjahedien ten val werd gebracht, zou Ghulam Faruq Yaqubi zelfmoord hebben gepleegd. Nadjiboellah genoot enkele jaren diplomatiek asiel in de VN-compound aan de Sherpurstraat in Kaboel, terwijl zijn vrouw en drie kinderen, die er tijdig in geslaagd waren Afghanistan te verlaten, in India verbleven. Toen Kaboel in september 1996 werd ingenomen door de Taliban werd hij door een militie naar buiten gesleept, gemarteld en opgehangen.

## Taak
De KhAD en later de WAD waren als organisaties van staatsveiligheid bedoeld om het voortbestaan te waarborgen van het DVPA-bewind. Tot de politieke tegenstanders van buiten de DVPA behoorden linkse oppositie zoals de maoïstische partij Shola Jawid, islamisten, onafhankelijke intellectuelen en de Moedjahedin -strijders. Dissidenten binnen de DVPA werden ook als tegenstanders beschouwd. De organisatie beschikte over een uitgebreid netwerk aan informanten. Beweerd is ook dat agenten van de KhAD en de WAD moordaanslagen op tegenstanders buiten Afghanistan zouden hebben gepleegd, met name in Pakistan. Tussen 1980 en 1989 zouden vele honderden terroristische aanslagen "vanuit Afghanistan" in Pakistan zijn uitgevoerd.

## Na 1992
Nadat in 1992 het bewind van Nadjiboellah ten val kwam, zouden vele Afghanen het land ontvluchten. Ook functionarissen van de KhAD en het leger vroegen asiel aan in diverse landen, waaronder ook in Nederland.
In Nederland zou gedurende de jaren daarna een humanitair probleem ontstaan, doordat aan een aantal van deze asielzoekers op grond van het bepaalde in Artikel 1F Vluchtelingenverdrag de vluchtelingstatus werd ontzegd, soms ook nadat deze reeds was verleend.